# 1962年メジャーリーグベースボールのエクスパンション
1962年メジャーリーグベースボールのエクスパンション（The 1962 Major League Baseball expansion）は、メジャーリーグベースボール（MLB）に新たに2球団を1962年シーズンに誕生させたエクスパンション（球団拡張）。この動きによりヒューストン・コルツ45's（現在のヒューストン・アストロズ）とニューヨーク・メッツが誕生し、ナショナルリーグに新規参入した。19番目と20番目に誕生したMLB球団となった。ニューヨークでは1957年シーズン終了後にニューヨーク・ジャイアンツがサンフランシスコにブルックリン・ドジャースがロサンゼルスに移転したことによりナショナルリーグの球団が空白地帯だった。またヒューストンでは初のMLB球団だった。
この拡張はMLBに新たに4球団を誕生させる動きの第二弾であった。1961年シーズンに行われた第一弾ではロサンゼルス・エンゼルスとワシントン・セネターズがアメリカンリーグに新規参入した。

## 背景
1903年から1952年までの50年間、MLBの2リーグ16球団で運営されていた。 この間にフランチャイズの移転はなく、ボストン、シカゴ、ニューヨーク市、フィラデルフィア、セントルイスの5都市には2球団以上が存在していた。 
1953年から1955年にかけて、2球団以上が存在する都市の3つの球団が移転した。1958年シーズンの前に、ナ・リーグのニューヨークにフランチャイズを置くブルックリン・ドジャースとニューヨーク・ジャイアンツがロサンゼルスとサンフランシスコにそれぞれ移転した。 ニューヨーク市はナ・リーグに新たな球団の移転もしくは設立を求めた。1958年12月までにMLBは拡大委員会を設立した。委員会の設立にもかかわらず、MLBはニューヨークに新たな球団を設立するのに消極的でまたコミッショナーも否定的であった。
ドジャースとジャイアンツの移転はMLB第3のリーグであるコンチネンタルリーグの設立提案に繋がった。MLBはこれまでに球団が存在していなかった都市に1961年に向けて設立を急ぐようになった。
MLBはコンチネンタルリーグに興味を持っている都市を探した。探した中にはヒューストン、ロサンゼルス、ニューヨーク、ワシントンD.C.も含まれていた。ナ・リーグは1960年のワールドシリーズ進行中にヒューストンとニューヨークに新球団設立を発表した。ア・リーグでは当初、ヒューストンに新球団設立に関心を示していたが、投資家らはナ・リーグの新球団設立を望んでいた。MLBは1960年10月17日に2 都市にフランチャイズ権を付与した。さらに、ナ・リーグのシーズン自体も154 試合 (1球団あたり) から 162 試合に拡大された。

## マーケット
ニューヨーク市は1962年の試合に間に合わせるために計画されていたイ・スタジアムの資金を確保できなかったため、メッツはニューヨーク・ジャイアンツの前の本拠地であるポロ・グラウンズで試合を行った。
ジョージ・ワイスが球団社長に、ワールドシリーズ優勝を7回達成したケイシー・ステンゲルが監督に就任した。
ヒューストンスポーツ協会は 1957 年に設立され、4 年後にマイナーリーグ野球チームを買収した。この協会はヒューストンのエクスパン球団の支配権が与えられ、その球団はコルト45'sと呼ばれていてコルト・スタジアムで試合が行われた。

## エクスパンション・ドラフト

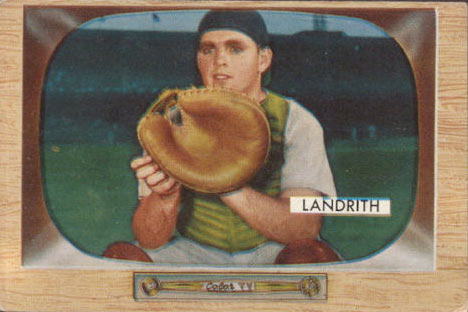
ホビー・ランドリス（写真は1955年）はメッツのエクスパンションドラフトで1位指名された。

1961年10月10日にエクスパンション・ドラフトが開催され、新球団に既存のナ・リーグの球団から選手を揃えた。ナ・リーグのオリジナルチーム8チームはすべて、コルト45'sとメッツのレギュラー名簿から15人の選手をドラフト候補として指名できるようにする必要があった。 ドラフトでの指名可能選手の最大数は 45 人に設定された。

## 経過
メッツは1962年シーズン開幕から9連敗し、シーズン通して40勝120敗、20世紀以降のMLBではワースト3位である勝率.250で終えた。また120敗のMLB記録も樹立した。観客動員も振るわず、ポロ・グラウンドが満員になったのはかつてニューヨークを本拠地としていたドジャースやジャイアンツを迎えた試合のみであった。その後、1969年には100勝62敗で初の地区優勝。アトランタ・ブレーブスとのチャンピオンシップシリーズを3連勝で勝ち抜いてリーグ優勝、そして不利が予想されたワールドシリーズでも、レギュラーシーズン109勝53敗のボルチモア・オリオールズを4勝1敗で破り、ワールドシリーズ優勝を果たした。この快進撃は「ミラクルメッツ（Miracle Mets）」と称された。
コルト.45 は最初の3シーズンをコルト・スタジアムでプレーし、1965 年4月10日に最初の試合を本拠地であるコルト・スタジアムで行った。対戦相手にはシカゴ・カブスを迎え、11対2で初試合を初勝利で飾り、その後の3連戦を3連勝と幸先のいいスタートを切った。結局、初年度は64勝96敗を記録し、リーグ8位となった。このシリーズ後6年間9位以上に終わることはなかったが、その後10年間に順位を上げた。1965年には地元にNASAの宇宙センターがあることから、アストロノーツ（宇宙飛行士）を縮めてヒューストン・アストロズに改名した。2005年は、前年20勝をあげ、最多勝を獲得したロイ・オズワルト、クレメンス、ペティットによる強力先発陣がフル稼働し、2年連続でワイルドカードを獲得。NLCSでは再びカージナルスとの対戦となったが、これを4勝2敗で下し、球団創設44年目にして初のリーグ優勝に輝いた。続くワールドシリーズではシカゴ・ホワイトソックスと対戦。どの試合も僅差ながら、4連敗を喫した。 その後にアストロズはNLCSに3回出場した。 2013年シーズンにはアメリカンリーグに移籍し、2017年には2度目のワールドシリーズ出場を果たし、初優勝を果たした。 アストロズは、2019年と2021年にさらに2回ア・リーグのペナントで優勝し、2022年に2度目のワールドシリーズ制覇を達成することになる。

## 余波
ロサンゼルス・エンゼルスとワシントン・セネタースの第二世代のア・リーグへの追加をもたらした1961年の拡大に続き、1962年のエクスパンションはMLBの規模をほぼ2倍の30球団に拡大する一連の動きの一環であった。 1969年にサンディエゴ・パドレス、カンザスシティ・ロイヤルズ、モントリオール・エクスポズ、シアトル・パイロッツ（1年後にウィスコンシン州ミルウォーキーに移転）の4つの新球団がア・リーグとナ・リーグに加わった。 1977 年、1993 年、1998 年にはさらに 2 チームのエクスパンションが行われました。